# Список министров юстиции Итальянской Республики
В данном списке представлены министры юстиции Итальянской Республики, возглавлявшие Министерство юстиции Италии с 1946 года (второе правительство Де Гаспери) до настоящего времени.

## Список
| Министр помилования и юстиции (Ministro di Grazia e Giustizia) |             |                                   |                                   |                                 |
| Учредительное Собрание Итальянской Республики                  |             |                                   |                                   |                                 |
| Фаусто Гулло                                                   | ИКП         |                                   | 14 июля 1946 — 2 февраля 1947     | 2-е правительство Де Гаспери    |
| Фаусто Гулло                                                   | ИКП         | 2 февраля 1947 — 1 июня 1947      | 3-е правительство Де Гаспери      |                                 |
| Джузеппе Грасси                                                | ИЛП         |                                   | 1 июня 1947 — 24 мая 1948         | 4-е правительство Де Гаспери    |
| I созыв парламента Итальянской Республики                      |             |                                   |                                   |                                 |
| Джузеппе Грасси                                                | ИЛП         |                                   | 24 мая 1948 — 14 января 1950      | 5-е правительство Де Гаспери    |
| Аттилио Пиччони                                                | ХДП         |                                   | 27 января 1950 — 19 июля 1951     | 6-е правительство Де Гаспери    |
| Адоне Дзоли                                                    | ХДП         |                                   | 26 июля 1951 — 16 июля 1953       | 7-е правительство Де Гаспери    |
| II созыв парламента Итальянской Республики                     |             |                                   |                                   |                                 |
| Гвидо Гонелла                                                  | ХДП         |                                   | 16 июля 1953 — 2 августа 1953     | 8-е правительство Де Гаспери    |
| Антонио Адзара                                                 | ХДП         |                                   | 17 августа 1953 — 18 января 1954  | Правительство Пеллы             |
| Микеле Де Пьетро                                               | ХДП         |                                   | 18 января 1954 — 8 февраля 1954   | 1-е правительство Фанфани       |
| Микеле Де Пьетро                                               | ХДП         | 10 февраля 1954 — 6 июля 1955     | Правительство Шельбы              |                                 |
| Альдо Моро                                                     | ХДП         |                                   | 6 июля 1955 — 19 мая 1957         | 1-е правительство Сеньи         |
| Гвидо Гонелла                                                  | ХДП         |                                   | 19 мая 1957 — 1 июля 1958         | Правительство Дзоли             |
| III созыв парламента Итальянской Республики                    |             |                                   |                                   |                                 |
| Гвидо Гонелла                                                  | ХДП         |                                   | 1 июля 1958 — 15 февраля 1959     | 2-е правительство Фанфани       |
| Гвидо Гонелла                                                  | ХДП         | 15 февраля 1959 — 23 марта 1960   | 2-е правительство Сеньи           |                                 |
| Гвидо Гонелла                                                  | ХДП         | 25 марта 1960 — 26 июля 1960      | Правительство Тамброни            |                                 |
| Гвидо Гонелла                                                  | ХДП         | 26 июля 1960 — 21 февраля 1962    | 3-е правительство Фанфани         |                                 |
| Джачинто Боско                                                 | ХДП         |                                   | 21 февраля 1962 — 21 июня 1963    | 4-е правительство Фанфани       |
| IV созыв парламента Итальянской Республики                     |             |                                   |                                   |                                 |
| Джачинто Боско                                                 | ХДП         |                                   | 21 июня 1963 — 4 декабря 1963     | 1-е правительство Леоне         |
| Оронцо Реале                                                   | ИРП         |                                   | 4 декабря 1963 — 22 июля 1964     | 1-е правительство Моро          |
| Оронцо Реале                                                   | ИРП         | 22 июля 1964 — 23 февраля 1966    | 2-е правительство Моро            |                                 |
| Оронцо Реале                                                   | ИРП         | 23 февраля 1966 — 24 июня 1968    | 3-е правительство Моро            |                                 |
| V созыв парламента Итальянской Республики                      |             |                                   |                                   |                                 |
| Гвидо Гонелла                                                  | ХДП         |                                   | 24 июня 1968 — 12 декабря 1968    | 2-е правительство Леоне         |
| Сильвио Гава                                                   | ХДП         |                                   | 12 декабря 1968 — 5 августа 1969  | 1-е правительство Румора        |
| Сильвио Гава                                                   | ХДП         | 5 августа 1969 — 23 марта 1970    | 2-е правительство Румора          |                                 |
| Оронцо Реале                                                   | ИРП         |                                   | 27 марта 1970 — 6 августа 1970    | 3-е правительство Румора        |
| Оронцо Реале                                                   | ИРП         | 6 августа 1970 — 6 марта 1971     | Правительство Коломбо             |                                 |
| Эмилио Коломбо                                                 | ХДП         |                                   | 6 марта 1971 — 17 февраля 1972    |                                 |
| Гвидо Гонелла                                                  | ХДП         |                                   | 17 февраля 1972 — 26 июня 1972    | 1-е правительство Андреотти     |
| VI созыв парламента Итальянской Республики                     |             |                                   |                                   |                                 |
| Гвидо Гонелла                                                  | ХДП         |                                   | 26 июля 1972 — 7 июля 1973        | 2-е правительство Андреотти     |
| Марио Дзагари                                                  | ИСП         |                                   | 7 июля 1973 — 14 марта 1974       | 4-е правительство Румора        |
| Марио Дзагари                                                  | ИСП         | 14 марта 1974 — 23 ноября 1974    | 5-е правительство Румора          |                                 |
| Оронцо Реале                                                   | ИРП         |                                   | 23 ноября 1974 — 12 февраля 1976  | 4-е правительство Моро          |
| Франческо Паоло Бонифачо                                       | Независимый |                                   | 12 февраля 1976 — 29 июля 1976    | 5-е правительство Моро          |
| VII созыв парламента Итальянской Республики                    |             |                                   |                                   |                                 |
| Франческо Паоло Бонифачо                                       | Независимый |                                   | 29 июля 1976 — 11 марта 1978      | 3-е правительство Андреотти     |
| Франческо Паоло Бонифачо                                       | Независимый | 11 марта 1978 — 20 марта 1979     | 4-е правительство Андреотти       |                                 |
| Томмазо Морлино                                                | ХДП         |                                   | 20 марта 1979 — 4 августа 1979    | 5-е правительство Андреотти     |
| VIII созыв парламента Итальянской Республики                   |             |                                   |                                   |                                 |
| Томмазо Морлино                                                | ХДП         |                                   | 4 августа 1979 — 4 апреля 1980    | 1-е правительство Коссиги       |
| Томмазо Морлино                                                | ХДП         | 4 апреля 1980 — 18 октября 1980   | 2-е правительство Коссиги         |                                 |
| Адольфо Сарти                                                  | ХДП         |                                   | 18 октября 1980 — 23 мая 1981     | Правительство Форлани           |
| Клелио Дарида                                                  | ХДП         |                                   | 23 мая 1981 — 26 июня 1981        | Правительство Форлани           |
| Клелио Дарида                                                  | ХДП         | 28 июня 1981 — 23 августа 1982    | 1-е правительство Спадолини       |                                 |
| Клелио Дарида                                                  | ХДП         | 23 августа 1982 — 1 декабря 1982  | 2-е правительство Спадолини       |                                 |
| Клелио Дарида                                                  | ХДП         | 1 декабря 1982 — 4 августа 1983   | 5-е правительство Фанфани         |                                 |
| IX созыв парламента Итальянской Республики                     |             |                                   |                                   |                                 |
| Мино Мартинаццоли                                              | ХДП         |                                   | 4 августа 1983 — 1 августа 1986   | 1-е правительство Кракси        |
| Вирджинио Роньони                                              | ХДП         |                                   | 1 августа 1986 — 17 апреля 1987   | 2-е правительство Кракси        |
| Вирджинио Роньони                                              | ХДП         | 17 апреля 1987 — 28 июля 1987     | 6-е правительство Фанфани         |                                 |
| X созыв парламента Итальянской Республики                      |             |                                   |                                   |                                 |
| Джулиано Вассалли                                              | ИСП         |                                   | 28 июля 1987 — 13 апреля 1988     | Правительство Гориа             |
| Джулиано Вассалли                                              | ИСП         | 13 апреля 1988 — 22 июля 1989     | Правительство Де Мита             |                                 |
| Джулиано Вассалли                                              | ИСП         | 22 июля 1989 — 2 февраля 1991     | 6-е правительство Андреотти       |                                 |
| Клаудио Мартелли                                               | ИСП         |                                   | 6-е правительство Андреотти       | 2 февраля 1991 — 12 апреля 1991 |
| Клаудио Мартелли                                               | ИСП         | 12 апреля 1991 — 28 июня 1992     | 7-е правительство Андреотти       |                                 |
| XI созыв парламента Итальянской Республики                     |             |                                   |                                   |                                 |
| Клаудио Мартелли                                               | ИСП         |                                   | 28 июня 1992 — 10 февраля 1993    | 1-е правительство Амато         |
| Джулиано Амато                                                 | ИСП         |                                   | 10 февраля 1993 — 12 февраля 1993 | 1-е правительство Амато         |
| Джованни Консо                                                 | Независимый |                                   | 12 февраля 1993 — 28 апреля 1993  | 1-е правительство Амато         |
| Джованни Консо                                                 | Независимый | 28 апреля 1993 — 10 мая 1994      | Правительство Чампи               |                                 |
| XII созыв парламента Итальянской Республики                    |             |                                   |                                   |                                 |
| Альфредо Бионди                                                | ВИ          |                                   | 10 мая 1994 — 17 января 1995      | 1-е правительство Берлускони    |
| Филиппо Манкузо                                                | Независимый |                                   | 17 января 1995 — 19 октября 1995  | Правительство Дини              |
| Ламберто Дини                                                  | Независимый |                                   | 19 октября 1995 — 16 февраля 1996 | Правительство Дини              |
| Винченцо Каяньелло                                             | Независимый |                                   | 16 февраля 1996 — 17 мая 1996     | Правительство Дини              |
| XIII созыв парламента Итальянской Республики                   |             |                                   |                                   |                                 |
| Джованни Мария Флик                                            | ДОД         |                                   | 17 мая 1996 — 21 октября 1998     | 1-е правительство Проди         |
| Оливьеро Дилиберто                                             | ПИК         |                                   | 21 октября 1998 — 22 декабря 1999 | 1-е правительство Д’Алема       |
| Министр юстиции                                                |             |                                   |                                   |                                 |
| Оливьеро Дилиберто                                             | ПИК         |                                   | 22 декабря 1999 — 25 апреля 2000  | 2-е правительство Д’Алема       |
| Пьеро Фассино                                                  | ДПЛС        |                                   | 25 апреля 2000 — 11 июня 2001     | 2-е правительство Амато         |
| XIV созыв парламента Итальянской Республики                    |             |                                   |                                   |                                 |
| Роберто Кастелли                                               | ЛС          |                                   | 11 июня 2001 — 23 апреля 2005     | 2-е правительство Берлускони    |
| Роберто Кастелли                                               | ЛС          | 23 апреля 2005 — 17 мая 2006      | 3-е правительство Берлускони      |                                 |
| XV созыв парламента Итальянской Республики                     |             |                                   |                                   |                                 |
| Клементе Мастелла                                              | СДЕ         |                                   | 17 мая 2006 — 17 января 2008      | 2-е правительство Проди         |
| Романо Проди                                                   | ДП          |                                   | 17 января 2008 — 7 февраля 2008   | 2-е правительство Проди         |
| Луиджи Скотти                                                  | Независимый |                                   | 7 февраля 2008 — 8 мая 2008       | 2-е правительство Проди         |
| XVI созыв парламента Итальянской Республики                    |             |                                   |                                   |                                 |
| Анджелино Альфано                                              | НС          |                                   | 8 мая 2008 — 27 июля 2011         | 4-е правительство Берлускони    |
| Нитто Франческо Пальма                                         | НС          |                                   | 27 июля 2011 — 16 ноября 2011     | 4-е правительство Берлускони    |
| Паола Северино                                                 | Независимая |                                   | 16 ноября 2011 — 28 апреля 2013   | Правительство Монти             |
| XVII созыв парламента Итальянской Республики                   |             |                                   |                                   |                                 |
| Аннамария Канчельери                                           | Независимая |                                   | 28 апреля 2013 — 21 февраля 2014  | Правительство Летта             |
| Андреа Орландо                                                 | ДП          |                                   | 22 февраля 2014 — 12 декабря 2016 | Правительство Ренци             |
| Андреа Орландо                                                 | ДП          | 12 декабря 2016 — 1 июня 2018     | Правительство Джентилони          |                                 |
| XVIII созыв парламента Итальянской Республики                  |             |                                   |                                   |                                 |
| Альфонсо Бонафеде                                              | Д5З         |                                   | 1 июня 2018 — 5 сентября 2019     | 1-е правительство Конте         |
| Альфонсо Бонафеде                                              | Д5З         | 5 сентября 2019 — 13 февраля 2021 | 2-е правительство Конте           |                                 |
| Марта Картабья                                                 | Независимая |                                   | 13 февраля 2021 — 22 октября 2022 | Правительство Драги             |
| XIX созыв парламента Итальянской Республики                    |             |                                   |                                   |                                 |
| Карло Нордио                                                   | БИ          |                                   | с 22 октября 2022                 | Правительство Мелони            |